# Косон (река)
Косон (фр. Cosson) је река у Француској. Дуга је 96 km. Улива се у Beuvron (Loire). 